# Kallirhoé
Kallirhoé (řecky Καλλιρρόη, latinsky Callirhoe) je v řecké mytologii jméno několika postav.

## Kallirhoé - dcera Titána
Tato Kallirhoé je nejznámější toho jména. Jejím otcem je Titán Ókeanos.
S obrem Chrýsáórem, který se zrodil z těla mrtvé Medúsy, zplodila obludnou Echidnu, napůl ženu a napůl hada, a obra Géryona, obludu se třemi těly. Géryóna zabil Héraklés, když plnil jeden ze svých těžkých úkolů.

## Kallirhoé - dcera říčního boha Achelóa
Jejím otcem byl říční bůh Achélóos. Stala se druhou manželkou reka Alkmaióna, jednoho z Epigonů, syna věštce Anfiaráa. Netušila, že je ženatý s Arsinoé, dcerou krále Fégea, že zabil svou matku, že své první ženě dal vzácný náhrdelník a šat. Chtěla ty dary pro sebe, on šel ke své první ženě, podvodně z ní dary vylákal. Když se však její rodina dozvěděla, že se podruhé oženil, nechal ho král Fégeus zabít. Arsinoé to netušila a svého otce a bratry proklela. Když se o vraždě Alkmaióna dozvěděla druhá žena Kallirhoé, poslala za vrahy své dva syny Akarnána a Amfotera a ti dílo zkázy dokonali, zabili otce i oba bratry Arsinoiny. Vzácné dary dostal bůh Apollón.

## Kallirhoé - dcera říčního boha Skamandra
Jejím otcem byl říční bůh Skamandros a stala se manželkou daradanského krále Tróa.